# Ligne de Loudun à Angers-Maître-École
La ligne de Loudun à Angers-Maître-École est une ligne ferroviaire française déclassée dans sa presque totalité qui s’intégrait dans la relation de Poitiers à Angers.
Elle constitue la ligne 521 000 du réseau ferré national.

## Histoire
La section de Montreuil-Bellay à Loudun, partie d'un itinéraire de Saumur à Poitiers, est concédée par une convention signée le 15 mars 1870 entre le conseil général de Maine-et-Loire et la Compagnie du chemin de fer d'intérêt local de Saumur à Poitiers. Cette ligne est déclarée d'utilité publique, à titre d'intérêt local, par deux décrets le 1er mars 1872,.
La ligne de Montreuil-Bellay à Angers-Maître-École, partie d'un itinéraire de Montreuil-Bellay à Pouancé, est concédée par un traité signé le 25 mai 1873 entre le conseil général de Maine-et-Loire et la Compagnie des chemins de fer de Maine et Loire et Nantes. Cette convention est approuvée par un décret le 28 octobre suivant qui déclare la ligne d'utilité publique à titre d'intérêt local.
La ligne est incorporée en totalité dans le réseau d'intérêt général par une loi le 18 mai 1878. Cette même loi approuve les conventions pour le rachat de la ligne par l'État signées pour la première le 31 mars 1877 entre le ministre des Travaux publics et la Compagnie du chemin de fer d'intérêt local de Poitiers à Saumur, et pour la seconde le 19 avril 1877 entre le ministre des Travaux Publics et la Compagnie des chemins de fer de Maine et Loire et Nantes.

### Accidents
Le dimanche 4 août 1907 peu avant midi, la locomotive du train no 407 déraille quelques mètres avant le pont Saint-Maurille sur la Loire de la commune des Ponts-de-Cé. S'engageant sur le pont hors des rails, elle provoque la rupture du tablier et chute dans la Loire, entraînant avec elle le fourgon et une voiture de 3e classe. 27 personnes trouvent la mort.
Le 23 novembre 1911 peu après 7 h du matin, c'est l'unique pile du pont franchissant le Thouet à proximité de Montreuil-Bellay sur la commune de Vaudelnay qui cède au passage du train no 405 à destination de Poitiers. Deux locomotives et trois voitures voyageurs sont précipitées dans la rivière qui connaît alors une violente crue. Le bilan est de 16 victimes.
Ces deux catastrophes consécutives marquent durablement les mémoires locales et ont un impact très négatif sur l'image du réseau de l’État.

### Seconde Guerre mondiale
Durant la Seconde Guerre mondiale, le viaduc sur la Loire est endommagé en 1940 et détruit par un bombardement en 1944. Le pont sur le Thouet près de Montreuil-Bellay fut dynamité par les Allemands en retraite.[réf. nécessaire] Ces deux ouvrages ne furent jamais reconstruits.

### Disparition
Après la guerre, la partie nord de la ligne, uniquement connectée au réseau par la ligne de Perray-Jouannet aux Fourneaux, reste exploitée jusqu'à la fermeture de cette dernière et est déferrée au milieu des années 1950[réf. nécessaire]. La section de Montreuil-Bellay à Loudun est également fermée et démontée à l'exception de quelques kilomètres de voies desservant la zone industrielle de Méron, près de Montreuil-Bellay.
Les principaux ouvrages d'art encore présents à la fermeture de la ligne ont été démontés ; l'assiette de la ligne a en partie été réutilisée par le réseau routier et, en de nombreux endroits, le remblai a disparu.

## Tracé
Longue de 85 km, cette ligne est rejointe en gare de Perray-Jouannet par la ligne de Perray-Jouannet aux Fourneaux, croise la ligne à voie métrique de Cholet à Saumur en gare de Doué-la-Fontaine et la ligne de Chartres à Bordeaux-Saint-Jean à Montreuil-Bellay. En 1878, le tracé aux abords de la gare de Montreuil-Bellay est modifié afin de supprimer le rebroussement des trains sur l'itinéraire d'Angers à Poitiers. Ce nouveau tracé comportait une forte rampe entre la vallée du Thouet et la gare de Montreuil-Bellay.